# ノーマン・ボウエン
ノーマン・レヴィ・ボウエン（Norman Levi Bowen、1887年6月21日 - 1956年9月11日）は、カナダの岩石学者。

## 経歴
イギリス移民の子としてカナダのオンタリオ州キングストンに生まれた。同地のクイーンズ大学で化学と鉱物学を学び、1909年卒業後、アメリカ合衆国のマサチューセッツ工科大学大学院に進み、1912年卒業。以後ワシントン・カーネギー協会の地球物理学実験所で1952年まで研究を続けた。この間、クイーンズ大学（1919‐1920）とシカゴ大学（1937-1947）の教授を兼任した。
晶出した結晶と残液の間の反応を重視して、天然のマグマからの晶出について反応系列を樹立し、火成岩の多様性を説明した。反応原理に基づくマグマの分化・固結作用は、近代火成岩成因論の基礎の一つになったばかりでなく、変成岩の混成作用の解釈にも応用された。また、主要造岩鉱物についての合成実験も多い。

## 受賞歴
- 1931年: ビグスビー・メダル（ロンドン地質学会）
- 1941年: ペンローズ・メダル (アメリカ地質学会)
- 1950年: ウォラストン・メダル（ロンドン地質学会）
- 1950年: ローブリング・メダル（アメリカ鉱物学会）